# Bárány-hegy
A Bárány-hegy, vagy egyszerűen csak Bárány, a piliscsévi szlovák nemzetiségiek nyelvén Barina egy 420 méteres magaslat a Pilis hegység Komárom-Esztergom vármegyei részén, Piliscsév területén. A pilisi hegylánc fő tömegétől délre elterülő, attól jól elkülönülő, a 447 méteres Nagy-Kopasz, a 440 méteres Szirtes-tető és a Zajnát-hegyek csoportja által alkotott hegytömb egyik legészakibb csúcsa. Közvetlen szomszédai északkelet felől a Fésű-hegy, délnyugat felől pedig a Gyertyános-hegy.
A hegyet a jelzett turistautak elkerülik, de közvetlenül a csúcstól északra húzódnak a Pilisszántót Piliscsévvel összekötő erdészeti illetve túraútvonalak.

## Képgaléria

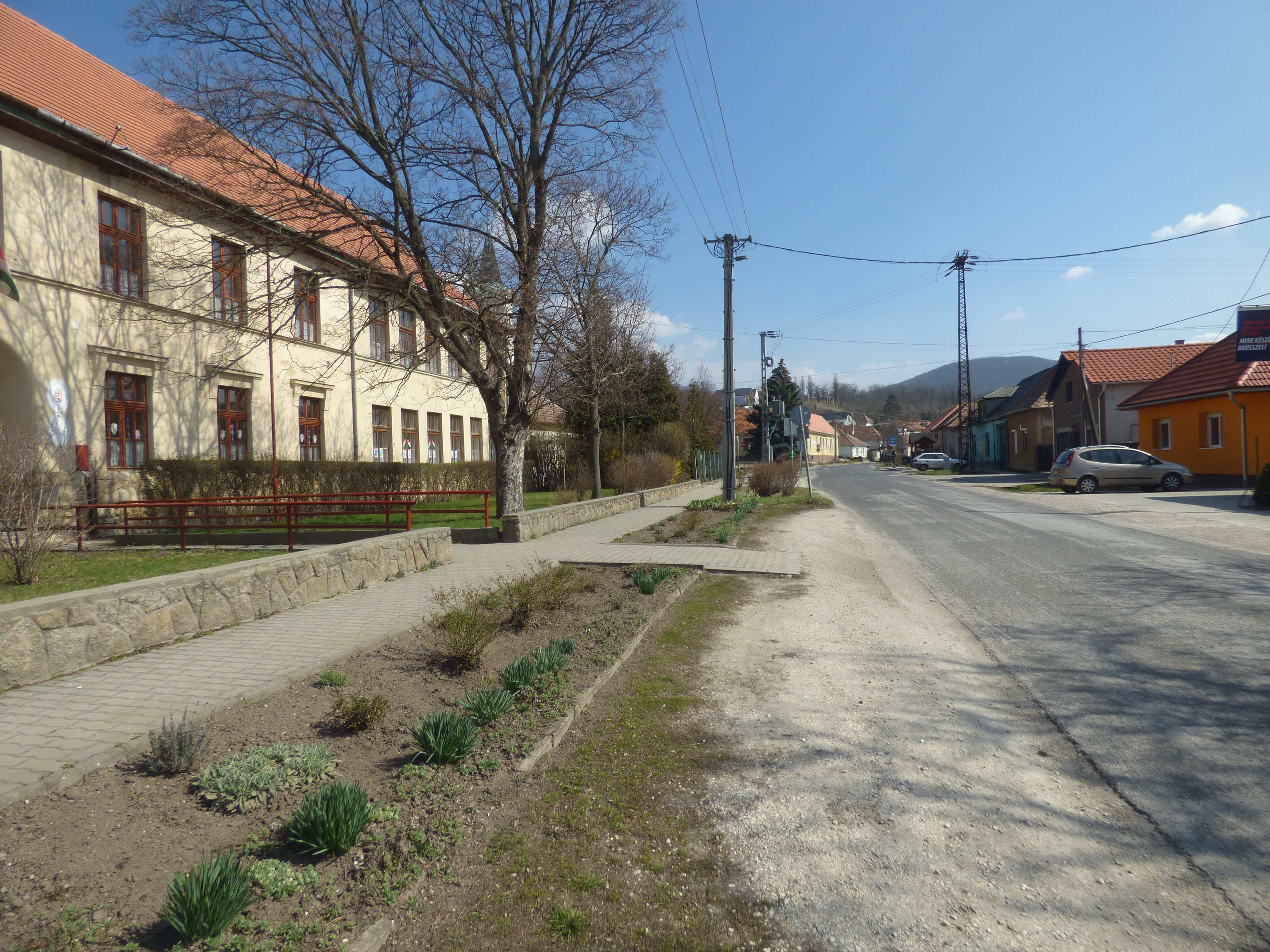
Utcakép Piliscsév központjában, háttérben a Bárány
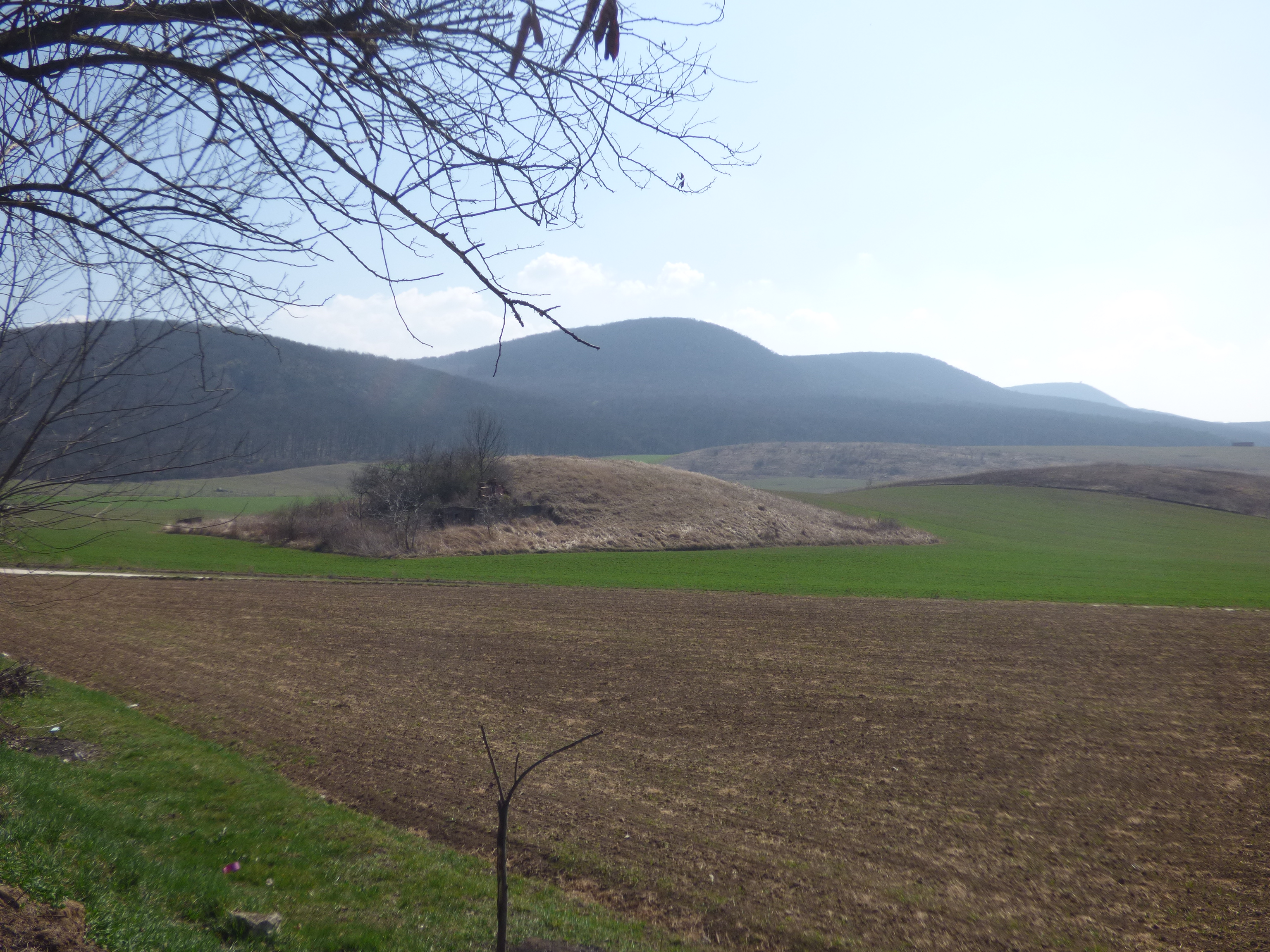
A Fésű-hegy, a Bárány, a Szirtes-tető és a Nagy-Kopasz a piliscsévi pincesortól nézve